# 香月保
香月 保（かつき / かずき たもつ、1901年（明治34年）4月30日 - 1964年（昭和39年）3月12日）は、日本のジャーナリスト。福岡県田川市長。

## 経歴
福岡県田川郡方城村大字弁城（方城町を経て現福智町弁城）に生まれる。1918年福岡県立中学修猷館を卒業、同級生には後に朝日新聞で同僚となる笠信太郎と益田豊彦がいる。1923年東京商科大学（現・一橋大学）を卒業。
東京朝日新聞に入社し、同社ロンドン支局長、亜細亜部長を経て、1945年朝日新聞大阪本社編集局長に就任する。
1947年4月第1回大阪府知事選挙に日本社会党公認候補として立候補するが、修猷館の同級生である赤間文三に敗れ落選する。
1951年田川市長に当選し、1955年まで務める。その後は九州朝日放送社長となった。1964年に死去した。